# Деште-Кевир
Де́ште-Кеви́р (перс. دشت كوير‎), Больша́я Соляна́я пусты́ня — солончаковая пустыня на Ближнем Востоке, в северной части Иранского нагорья в центре Ирана. Длина около 800 км, ширина до 350 км, площадь около 55 000 км². Пустыня тянется от южного склона Эльбурса на северо-западе и солончака Дерьячейе-Немек на западе к пустыне Деште-Лут на юго-востоке. Состоит из ряда бессточных впадин (высота 600—800 м), занятых глинистыми такырами, корковыми солончаками, а на периферии — пересыхающими солёными болотами («кевирами»), озёрами и массивами песков.
В северной части пустыни находится иранский космодром — Семнан.